# ایران (اوستیا-آلانیا)
روستای ایران در منطقه کیروف اوستیای شمالی-آلانیا، اندر مرز با کاباردینو-بالکاریا قفقاز در فلات ایران شمالی جای گرفته‌است.